# 대니얼 이갈리
바랄라데이 대니얼 이갈리(영어: Baraladei Daniel Igali, 1974년 2월 3일~)는 나이지리아 출신 캐나다의 레슬링 선수, 정치인이다. 나이지리아 국가대표 레슬링 선수로 활동하다가 1998년에 캐나다로 귀화했다. 캐나다 국가대표 선수로서 2000년 하계 올림픽 남자 자유형 라이트급(-69kg)에서 금메달을 획득했으며, 1999년 세계 선수권 대회에서 우승을 차지했다.